# اوست خلره
اوست خلره (به هلندی: Oost Gelre) یک شهرستان در هلند است که در خلدرلاند واقع شده‌است. اوست خلره ۲۱ متر بالاتر از سطح دریا واقع شده‌است.